# Christelle Gros
Christelle Gros (Oyonnax, 10 maggio 1975) è un'ex biatleta francese.

## Biografia
In Coppa del Mondo ottenne il primo risultato di rilievo l'11 gennaio 1996 ad Anterselva (42ª), il primo podio il 19 gennaio 1997 nella medesima località (3ª) e l'unica vittoria il 14 dicembre 1997 a Östersund.
In carriera prese parte a un'edizione dei Giochi olimpici invernali, Nagano 1998 (59ª nell'individuale, 8ª nella staffetta), e a sei dei Campionati mondiali, vincendo una medaglia.

## Palmarès

### Mondiali
- 1 medaglia:
  - 1 bronzo (staffetta[2] a Kontiolahti/Oslo 1999)

### Coppa del Mondo
- Miglior piazzamento in classifica generale: 18ª nel 2004
- 10 podi (1 individuale, 9 a squadre[1]), oltre a quello ottenuto in sede iridata e valido anche ai fini della Coppa del Mondo:
  - 1 vittoria (a squadre)
  - 3 secondi posti (a squadre)
  - 6 terzi posti (1 individuale, 5 a squadre)

#### Coppa del Mondo - vittorie
| Data             | Località  | Nazione | Spec.                                                                 |
| ---------------- | --------- | ------- | --------------------------------------------------------------------- |
| 14 dicembre 1997 | Östersund | Svezia  | RL (con Florence Baverel-Robert, Emmanuelle Claret e Corinne Niogret) |

Legenda:

RL = staffetta